# Каждый охотник желает знать, где сидит фазан

Цвета радуги

«Каждый охотник желает знать, где сидит фазан» — мнемоническая фраза для запоминания последовательности цветов радуги и цветов спектра (многоцветной полосы, похожей на радугу, которая получается при прохождении солнечного луча через треугольную стеклянную призму):

## Другие варианты
Для запоминания последовательности цветов спектра и радуги существуют и другие мнемонические фразы, вот некоторые из них:
- Крот овце, жирафу, зайке голубые сшил фуфайки.
- Как однажды Жак-звонарь головой сломал (также используется городской сломал или головою снёс) фонарь.
- Каждый оформитель желает знать, где скачать фотошоп.
- Кем ощущается жестокий звон гонга сопротивления фатальности?
- Кварк окружает жаркий занавес глюонов, создающих флюиды.
- Как обычной женщине заинтересовать голубоглазого симпатичного фантазёра.
- Крот один живёт зимой, грызёт сладкую фасоль[1].

## Аналоги на других языках
- Roy G. Biv (акроним от «Richard Of York Gave Battle In Vain») — мнемотехника на английском и некоторых других языках.